# Liste der Landtagswahlkreise in Nordrhein-Westfalen 1980–1990
Die Liste der Landtagswahlkreise in Nordrhein-Westfalen 1980–1985 enthält alle Wahlkreise, die bei den nordrhein-westfälischen Landtagswahlen 1980 und 1985 verwendet wurden.
Mit der Landtagswahl 1980 änderte sich die Einteilung der Landtagswahlkreise grundlegend. Sie wurde nunmehr den kommunalen Neugliederungen angepasst, orientierte sich aber teilweise an früheren Landkreisen. Für die Einteilung galt die Regel, dass auf einen Bundestagswahlkreis zwei Landtagswahlkreise fallen. Es gab aber auch Abweichungen.
Mit der Landtagswahl 1980 wurden zudem auch die Zahl der Wahlkreise sowie die Mindestzahl der Sitze im Landtag um jeweils eins auf 151 beziehungsweise 201 erhöht.

## Anzahl der Wahlkreise nach Regierungsbezirk
| Land                        | Wahlkreise 1980–1985 | Nummerierung |
| --------------------------- | -------------------- | ------------ |
| Regierungsbezirk Köln       | 32                   | 1–32         |
| Regierungsbezirk Düsseldorf | 48                   | 33–80        |
| Regierungsbezirk Münster    | 21                   | 81–101       |
| Regierungsbezirk Detmold    | 17                   | 102–118      |
| Regierungsbezirk Arnsberg   | 33                   | 119–151      |
| Nordrhein-Westfalen         | 151                  | 1–151        |

## Wahlkreise mit Gebietsbeschreibung
| Nr.                         | Wahlkreis                                    | Gebiet |
| --------------------------- | -------------------------------------------- | --- |
| Regierungsbezirk Köln       |                                              | |
| 1                           | Aachen I                                     | Stadtbezirke Aachen-Mitte (nordwestl. Teil), Laurensberg, Richterich, Haaren |
| 2                           | Aachen II                                    | Stadtbezirke Aachen-Mitte (südöstl. Teil), Brand, Eilendorf, Kornelimünster/Walheim |
| 3                           | Kreis Aachen I                               | Eschweiler, Monschau, Roetgen, Simmerath, Stolberg |
| 4                           | Kreis Aachen II                              | Alsdorf, Baesweiler, Herzogenrath, Würselen |
| 5                           | Heinsberg I                                  | Heinsberg, Gangelt, Geilenkirchen, Selfkant, Übach-Palenberg, Waldfeucht |
| 6                           | Heinsberg II                                 | Erkelenz, Hückelhoven, Wassenberg, Wegberg |
| 7                           | Düren I                                      | Jülich, Aldenhoven, Inden, Langerwehe, Linnich, Merzenich, Niederzier, Nörvenich, Titz, Vettweiß                                                                                                  |
| 8                           | Düren II                                     | Düren, Heimbach, Hürtgenwald, Kreuzau, Nideggen |
| 9                           | Erftkreis I                                  | Bedburg, Bergheim, Elsdorf, Kerpen |
| 10                          | Erftkreis II                                 | Frechen, Hürth, Pulheim |
| 11                          | Erftkreis III - Euskirchen I                 | Vom Erftkreis die Gemeinden Brühl, Erftstadt und Wesseling, vom Kreis Euskirchen die Gemeinden Weilerswist und Zülpich                                                                            |
| 12                          | Euskirchen II                                | Bad Münstereifel, Blankenheim, Dahlem, Hellenthal, Euskirchen, Kall, Mechernich, Nettersheim, Schleiden                                                                                           |
| 13                          | Köln I                                       | Stadtbezirk Innenstadt |
| 14                          | Köln II                                      | Stadtbezirk Porz |
| 15                          | Köln III                                     | Stadtbezirk Rodenkirchen |
| 16                          | Köln IV                                      | Stadtbezirk Lindenthal |
| 17                          | Köln V                                       | Stadtbezirke Chorweiler und Ehrenfeld (teilweise) |
| 18                          | Köln VI                                      | Stadtbezirke Nippes und Ehrenfeld (teilweise) |
| 19                          | Köln VII                                     | Stadtbezirk Mülheim |
| 20                          | Köln VIII                                    | Stadtbezirk Kalk |
| 21                          | Leverkusen I                                 | Leverkusen (westl. und südl. Teil) |
| 22                          | Leverkusen II – Rheinisch-Bergischer Kreis I | Leverkusen (nordöstl. Teil), vom Rheinisch-Bergischen Kreis die Gemeinden Burscheid und Leichlingen (Rheinland)                                                                                   |
| 23                          | Rheinisch-Bergischer Kreis II                | Kürten, Odenthal, Overath, Rösrath, Wermelskirchen |
| 24                          | Rheinisch-Bergischer Kreis III               | Bergisch Gladbach |
| 25                          | Oberbergischer Kreis I                       | Gummersbach, Hückeswagen, Marienheide, Radevormwald, Wipperfürth |
| 26                          | Oberbergischer Kreis II                      | Bergneustadt, Engelskirchen, Lindlar Morsbach, Nümbrecht, Reichshof, Waldbröl, Wiehl |
| 27                          | Rhein-Sieg-Kreis I                           | Hennef, Eitorf, Lohmar, Much, Neunkirchen-Seelscheid, Ruppichteroth, Windeck |
| 28                          | Rhein-Sieg-Kreis II                          | Bad Honnef, Königswinter, Sankt Augustin |
| 29                          | Rhein-Sieg-Kreis III                         | Alfter, Bornheim, Meckenheim, Rheinbach, Swisttal, Wachtberg |
| 30                          | Rhein-Sieg-Kreis IV                          | Niederkassel, Siegburg, Troisdorf |
| 31                          | Bonn I                                       | Stadtbezirk Bonn ohne Röttgen und Ückesdorf |
| 32                          | Bonn II                                      | Stadtbezirke Beuel, Hardtberg und Bad Godesberg, vom Stadtbezirk Bonn die Stadtteile Röttgen und Ückesdorf                                                                                        |
| Regierungsbezirk Düsseldorf |                                              | |
| 33                          | Wuppertal I                                  | Stadtbezirke Elberfeld-West, Uellendahl-Katernberg und Vohwinkel |
| 34                          | Wuppertal II                                 | Stadtbezirke Elberfeld und Cronenberg |
| 35                          | Wuppertal III                                | Stadtbezirke Barmen und Ronsdorf |
| 36                          | Wuppertal IV                                 | Stadtbezirke Oberbarmen, Heckinghausen und Langerfeld-Beyenburg |
| 37                          | Remscheid                                    | Remscheid |
| 38                          | Solingen I                                   | Stadtbezirke Mitte, Burg, Höhscheid und Wald/Gräfrath (teilweise) |
| 39                          | Solingen II                                  | Stadtbezirke Wald/Gräfrath (teilweise) und Ohligs/Aufderhöhe (mit Merscheid) |
| 40                          | Mettmann I                                   | Hilden, Langenfeld, Monheim |
| 41                          | Mettmann II                                  | Erkrath, Haan, Mettmann |
| 42                          | Mettmann III                                 | Heiligenhaus, Ratingen |
| 43                          | Mettmann IV                                  | Velbert, Wülfrath |
| 44                          | Düsseldorf I                                 | Stadtbezirke 5 und 6 |
| 45                          | Düsseldorf II                                | Stadtbezirke 2 und 7 |
| 46                          | Düsseldorf III                               | Stadtbezirk 8, vom Stadtbezirk 3 der Stadtteil Oberbilk |
| 47                          | Düsseldorf IV                                | Stadtbezirke 9 und 10 |
| 48                          | Düsseldorf V                                 | Stadtbezirk 3 ohne Oberbilk |
| 49                          | Düsseldorf VI                                | Stadtbezirke 1 und 4 |
| 50                          | Neuss I                                      | Neuss (nördlicher Teil) |
| 51                          | Neuss II                                     | Neuss (südlicher Teil), Dormagen |
| 52                          | Neuss III                                    | Grevenbroich, Jüchen, Rommerskirchen |
| 53                          | Neuss IV                                     | Kaarst, Korschenbroich, Meerbusch |
| 54                          | Mönchengladbach I                            | Stadtbezirke Rheydt-West, Rheydt-Mitte, Volksgarten, Odenkirchen, Giesenkirchen und Wickrath |
| 55                          | Mönchengladbach II                           | Stadtbezirke Stadtmitte, Rheindahlen, Hardt und Neuwerk |
| 56                          | Viersen I                                    | Viersen, Schwalmtal, Willich |
| 57                          | Viersen II                                   | Kempen, Brüggen, Grefrath, Nettetal, Niederkrüchten, Tönisvorst |
| 58                          | Krefeld I                                    | Stadtbezirke West, Mitte, Süd und Fischeln |
| 59                          | Krefeld II                                   | Stadtbezirke Nord, Hüls, Oppum-Linn, Ost und Uerdingen |
| 60                          | Kleve I                                      | Geldern, Goch, Issum, Kerken, Kevelaer, Rheurdt, Straelen, Wachtendonk, Weeze |
| 61                          | Kleve II                                     | Bedburg-Hau, Emmerich am Rhein, Kalkar, Kleve, Kranenburg, Rees, Uedem |
| 62                          | Wesel I                                      | Alpen, Kamp-Lintfort, Neukirchen-Vluyn, Rheinberg, Sonsbeck |
| 63                          | Wesel II                                     | Hamminkeln, Schermbeck, Wesel, Xanten |
| 64                          | Wesel III                                    | Dinslaken, Hünxe, Voerde |
| 65                          | Wesel IV                                     | Moers |
| 66                          | Duisburg I                                   | Stadtbezirk Süd, vom Stadtbezirk Mitte der Stadtteil Wanheimerort |
| 67                          | Duisburg II                                  | Stadtbezirk Mitte ohne Wanheimerort |
| 68                          | Duisburg III                                 | Stadtbezirke Rheinhausen und Homberg/Ruhrort/Baerl |
| 69                          | Duisburg IV                                  | Stadtbezirk Meiderich-Beeck |
| 70                          | Duisburg V                                   | Stadtbezirke Walsum und Hamborn |
| 71                          | Oberhausen I                                 | Stadtbezirke Sterkrade und Osterfeld |
| 72                          | Oberhausen II                                | Stadtbezirk Alt-Oberhausen |
| 73                          | Mülheim I                                    | Stadtbezirke Linksruhr (teilweise) und Rechtsruhr-Nord |
| 74                          | Mülheim II                                   | Stadtbezirke Linksruhr (teilweise) und Rechtsruhr-Süd |
| 75                          | Essen I                                      | Stadtbezirk III |
| 76                          | Essen II                                     | Stadtbezirke IV und V |
| 77                          | Essen III                                    | Stadtbezirk VI |
| 78                          | Essen IV                                     | Stadtbezirk VII |
| 79                          | Essen V                                      | Stadtbezirke I und II |
| 80                          | Essen VI                                     | Stadtbezirke VIII und IX |
| Regierungsbezirk Münster    |                                              | |
| 81                          | Recklinghausen I                             | Dorsten, Herten, von Marl der Stadtteil Polsum |
| 82                          | Recklinghausen II                            | Marl ohne Polsum |
| 83                          | Recklinghausen III                           | Datteln, Haltern, Oer-Erkenschwick |
| 84                          | Recklinghausen IV                            | Castrop-Rauxel, Waltrop |
| 85                          | Recklinghausen V                             | Recklinghausen |
| 86                          | Recklinghausen VI                            | Gladbeck |
| 87                          | Gelsenkirchen I                              | Gelsenkirchen (südöstl. Teil) |
| 88                          | Gelsenkirchen II                             | Gelsenkirchen (südwestl. Teil) |
| 89                          | Gelsenkirchen III                            | Gelsenkirchen (nördl. Teil) |
| 90                          | Bottrop                                      | Bottrop |
| 91                          | Borken I                                     | Bocholt, Isselburg, Raesfeld, Rhede |
| 92                          | Borken II                                    | Borken, Gescher, Heiden, Reken, Südlohn, Stadtlohn, Velen |
| 93                          | Borken III                                   | Ahaus, Gronau, Heek, Legden, Schöppingen, Vreden |
| 94                          | Coesfeld I                                   | Ascheberg, Coesfeld, Dülmen, Lüdinghausen, Nordkirchen, Nottuln, Olfen, Senden |
| 95                          | Steinfurt I - Coesfeld II                    | Vom Kreis Steinfurt die Gemeinden Altenberge, Horstmar, Laer, Metelen, Neuenkirchen, Nordwalde, Ochtrup, Steinfurt, Wettringen, vom Kreis Coesfeld die Gemeinden Billerbeck, Havixbeck, Rosendahl |
| 96                          | Steinfurt II                                 | Emsdetten, Greven, Ladbergen, Rheine, Saerbeck |
| 97                          | Steinfurt III                                | Hopsten, Hörstel, Ibbenbüren, Lengerich, Lienen, Lotte, Mettingen, Recke, Tecklenburg, Westerkappeln                                                                                              |
| 98                          | Münster I                                    | Stadtbezirke Nord, Ost, West (nördl. Teil) und Mitte (nördl. Teil) |
| 99                          | Münster II                                   | Stadtbezirke Süd-Ost, Hiltrup, West (südl. Teil) und Mitte (südl. Teil) |
| 100                         | Warendorf I                                  | Beelen, Ennigerloh, Everswinkel, Oelde, Ostbevern, Sassenberg, Sendenhorst, Telgte, Warendorf |
| 101                         | Warendorf II                                 | Ahlen, Beckum, Drensteinfurt, Wadersloh |
| Regierungsbezirk Detmold    |                                              | |
| 102                         | Gütersloh I                                  | Langenberg, Rheda-Wiedenbrück, Rietberg, Schloß Holte-Stukenbrock, Verl |
| 103                         | Gütersloh II                                 | Gütersloh, Herzebrock (später Herzebrock-Clarholz) |
| 104                         | Gütersloh III                                | Borgholzhausen, Halle (Westf.), Harsewinkel, Steinhagen, Versmold, Werther |
| 105                         | Bielefeld I                                  | Stadtbezirke Schildesche, Dornberg, Jöllenbeck und Heepen |
| 106                         | Bielefeld II                                 | Stadtbezirke Mitte und Stieghorst |
| 107                         | Bielefeld III                                | Stadtbezirke Brackwede, Sennestadt, Senne und Gadderbaum |
| 108                         | Herford I                                    | Enger, Herford, Hiddenhausen, Vlotho |
| 109                         | Herford II                                   | Bünde, Kirchlengern, Löhne, Rödinghausen, Spenge |
| 110                         | Minden-Lübbecke I                            | Espelkamp, Hüllhorst, Lübbecke, Preußisch Oldendorf, Rahden, Stemwede |
| 112                         | Minden-Lübbecke II                           | Bad Oeynhausen, Hille, Porta Westfalica |
| 111                         | Minden-Lübbecke III                          | Minden, Petershagen |
| 113                         | Lippe I                                      | Bad Salzuflen, Lage, Leopoldshöhe, Oerlinghausen |
| 114                         | Lippe II                                     | Barntrup, Blomberg, Dörentrup, Extertal, Kalletal, Lemgo |
| 115                         | Lippe III                                    | Augustdorf, Detmold, Horn-Bad Meinberg, Lügde, Schieder-Schwalenberg, Schlangen |
| 116                         | Höxter                                       | Kreis Höxter |
| 117                         | Paderborn I                                  | Altenbeken, Bad Lippspringe, Bad Wünnenberg, Borchen, Büren, Delbrück, Hövelhof, Lichtenau, Salzkotten                                                                                            |
| 118                         | Paderborn II                                 | Paderborn |
| Regierungsbezirk Arnsberg   |                                              | |
| 119                         | Hagen I                                      | Stadtbezirke West (später Haspe), Nord und Ost (später Hohenlimburg) |
| 120                         | Hagen II                                     | Stadtbezirke Mitte und Süd (später Eilpe/Dahl) |
| 121                         | Ennepe-Ruhr-Kreis I                          | Breckerfeld, Ennepetal, Gevelsberg, Schwelm |
| 122                         | Ennepe-Ruhr-Kreis II                         | Hattingen, Herdecke, Sprockhövel, Wetter |
| 123                         | Ennepe-Ruhr-Kreis III                        | Witten |
| 124                         | Bochum I                                     | Stadtbezirke Nord und Ost |
| 125                         | Bochum II                                    | Stadtbezirke Süd und Südwest |
| 126                         | Bochum III                                   | Stadtbezirk Wattenscheid |
| 127                         | Bochum IV                                    | Stadtbezirk Mitte |
| 128                         | Herne I                                      | Stadtbezirke Herne-Mitte ohne Holsterhausen und Sodingen |
| 129                         | Herne II                                     | Stadtbezirke Wanne und Eickel, vom Stadtbezirk Herne-Mitte der Stadtteil Holsterhausen |
| 130                         | Dortmund I                                   | Stadtbezirke Innenstadt-West, Innenstadt-Ost (teilweise) und Huckarde (teilweise) |
| 131                         | Dortmund II                                  | Stadtbezirke Innenstadt-Nord und Innenstadt-Ost (teilweise) |
| 132                         | Dortmund III                                 | Stadtbezirke Eving, Mengede und Huckarde (teilweise) |
| 133                         | Dortmund IV                                  | Stadtbezirke Scharnhorst und Brackel |
| 134                         | Dortmund V                                   | Stadtbezirke Hörde und Aplerbeck |
| 135                         | Dortmund VI                                  | Stadtbezirke Hombruch und Lütgendortmund |
| 136                         | Unna I                                       | Fröndenberg, Holzwickede, Schwerte, Unna |
| 137                         | Unna II                                      | Lünen, Selm, Werne |
| 138                         | Unna III                                     | Vom Kreis Unna die Gemeinden Bergkamen, Bönen und Kamen, von Hamm die Stadtbezirke Hamm-Rhynern und Hamm-Pelkum                                                                                   |
| 139                         | Hamm II                                      | Stadtbezirke Hamm-Bockum-Hövel, Hamm-Heessen, Hamm-Herringen, Hamm-Mitte und Hamm-Uentrop |
| 140                         | Soest I                                      | Bad Sassendorf, Ense, Lippetal, Möhnesee, Soest, Welver, Werl, Wickede |
| 141                         | Soest II                                     | Anröchte, Erwitte, Geseke, Lippstadt, Rüthen, Warstein |
| 142                         | Hochsauerlandkreis I                         | Arnsberg, Sundern |
| 143                         | Hochsauerlandkreis II                        | Bestwig, Brilon, Hallenberg, Marsberg, Medebach, Olsberg, Winterberg |
| 144                         | Hochsauerlandkreis III - Siegen I            | Vom Hochsauerlandkreis die Gemeinden Eslohe, Meschede und Schmallenberg, vom Kreis Siegen-Wittgenstein die Gemeinden Bad Berleburg, Bad Laasphe und Erndtebrück                                   |
| 145                         | Siegen II                                    | Burbach, Hilchenbach, Kreuztal, Netphen, Neunkirchen, Wilnsdorf |
| 146                         | Siegen III                                   | Freudenberg, Siegen |
| 147                         | Olpe                                         | Kreis Olpe |
| 148                         | Märkischer Kreis I                           | Altena, Herscheid, Meinerzhagen, Plettenberg, Werdohl |
| 149                         | Märkischer Kreis II                          | Halver, Kierspe, Lüdenscheid, Schalksmühle |
| 150                         | Märkischer Kreis III                         | Iserlohn, Nachrodt-Wiblingwerde |
| 151                         | Märkischer Kreis IV                          | Balve, Hemer, Menden (Sauerland), Neuenrade |

## Änderungen 1985
Die Neueinteilung von 1980 blieb auch zur Landtagswahl 1985 bestehen, mit Ausnahme der Wahlkreise 31 und 32 in Bonn: Da der Wahlkreis Bonn II zu viele Einwohner hatte, wurde die Wahlkreisgrenze verändert. Bonn II bestand quasi nur noch aus den Stadtbezirken Beuel, Hardtberg und Bad Godesberg, es gehörte jedoch noch ein Teil des Stadtbezirks Bonn dazu. Dieser Abschnitt ist unbewohnt, es ist ein Waldgebiet, das zu Röttgen gehört. Zudem wurden die Wahlkreise 144–146 umbenannt, um der Umbenennung des Kreises Siegen in Kreis Siegen-Wittgenstein Rechnung zu tragen. Aus Hochsauerlandkreis III - Siegen I wurde so Hochsauerlandkreis III - Siegen-Wittgenstein I und aus Siegen II und Siegen III wurden Siegen-Wittgenstein II und Siegen-Wittgenstein III.